# النظرية النسوية

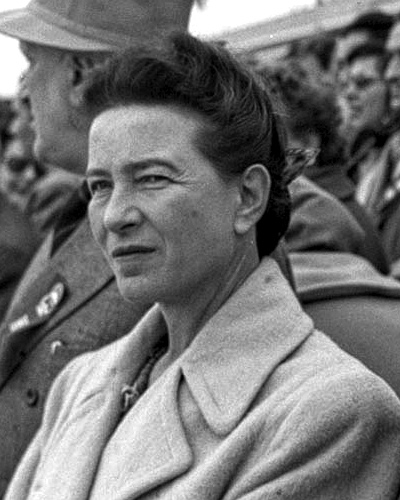

النظرية النسوية هو امتداد لنظرية المساواة بين الجنسين. وهي تهدف إلى فهم طبيعة عدم المساواة بين الجنسين. فإنها تفحص الدور الإجتماعى، التجارب، الاهتمامات، الأعمال الروتينيه، والسياسات النسوية للمرأة والرجل في مجموعة متنوعة من المجالات مثل علم دراسه الإنسان، علم الاجتماع، الاتصالات، التحليل النفسي، الاقتصاد المنزلي، الأدب، التعليم و الفلسفة.
النظرية النسوية تركز على تحليل عدم المساواة بين الجنسين. المواضيع المكتشفه تشمل التمييز، القهر، النمطية، تاريخ الفنون والفن المعاصر

## التاريخ
النظريات النسوية التي ظهرت لأول مرة في وقت مبكر من عام 1794 في منشورات مثل دفاعا عن حقوق المرأة بواسطة ماري ولستونكرافت «تغيير امرأة»،  «ألست أنا امرأة», «خطاب بعد الاعتقال للتصويت الغير قانوني»,. مقالة «تغيير المرأة» هي اسطورة نافاجو والذي أعطى الفضل فيها إلى امرأة، في نهاية المطاف خرجت المقالة للعالم. في عام 1851، سوجورنر تروث تناولت قضايا حقوق المرأة خلال منشورها «ألست امرأة». سوجورنر تروث تناولت مسألة وجود حقوق محدودة للمراة بسبب الإدراك الخاطئ من الرجال. جادلت تروث في أنه إذا أمكن للمرأة السوداء أن تؤدي المهام التي من المفترض أن تقتصر على الرجال، فإنه يمكن لأي امرأة من أي لون أن تؤدي نفس المهام. بعد القبض عليها للتصويت غير الشرعي سوزان بي أنتوني القت خطابا داخل المحكمة التي تناولت قضايا اللغة في الدستور وهي موثقة في منشور «خطاب بعد الاعتقال للتصويت غير القانونى» في عام 1872. شككت أنتوني في مبادئ الدستور. طرحت سؤال لماذا المرأة معرضة للمعاقبة بالقانون ولكن لا يمكنها استخدام القانون لحماية نفسها (النساء لا يمكنهم التصويت). كما انتقدت أيضا اللغة الذكورية في الدستور وقالت لماذا يجب على النساء أن تلتزم بالقوانين التي لا تخدم النساء.
نانسي كوت قامت بالتفريق بين الحركة النسائية الحديثة والقديمة، وخاصة النضال من أجل حق التصويت. وضعت نقطه التحول في الولايات المتحدة في العقود ما قبل وبعد أن حصلت المرأة على حق التصويت 1920 (1910-1930). في حين أنه خلال هذه الفترة (20 عاما) تحولت اهتماماتها في المقام الأول إلى التفرقة المجتمعيه، الوعى الفردي والتنوع. قضايا جديدة تتعامل أكثر مع حالة المرأة. سياسيا هذا يمثل تحولا مريحا في العقائد.

## الضوابط
هناك عدد من الضوابط النسوية الصارمة، الخبراء في المجالات الأخرى يطبقوا هذه التقنيات والمبادئ في مجالاتهم الخاصة. بالإضافة إلى ذلك، هذه هي المناقشات التي تشكل النظرية النسوية والتي يمكن تطبيقها.

### الجسم
في الفكر الغربي، تم ربط الجسم تاريخيا بالمرأة، في حين أن العقل قد ارتبط بالرجال. سوزان بوردو، الفيلسوفة النسوية الحديثة شرحت في كتاباتها بالتفصيل الطبيعة بين العقل/الجسم من خلال فحص فلسفات أرسطو، هيجل وديكارت، واكتشفت كيف أن مثل هذا التمييز مثل نشاط الذكور/سلبية الإناث عمل على ترسيخ خصائص الجنسين. أشارت بوردو إلى أنه في حين أن الرجال لديهم ارتباط تاريخي بالتفكر والعقل والروح، فإن النساء منذ فترة طويلة ترتبط بالجسم. مفهوم الجسم (وليس العقل) المرتبط مع المرأة بمثابة مبرر لنرى النساء ممتلكات وأشياء، وسلع قابلة للتبادل (بين الرجال). على سبيل المثال، أجساد النساء تم تجسيدها عبر التاريخ من خلال الموضة، النظام الغذائي، التمارين، جراحة التجميل، الإنجاب، الخ. وهذا يتناقض مع دور الرجل كمسئول أخلاقي، مسؤول عن العمل أو القتال في الحروب الدامية. عرق وطبقة المرأة سيحددان ما إذا كان جسدها سيتم التعامل معه كديكور أو لا. ومن ناحية أخرى، فإن الجسم يعترف به بقدرتة في العمل والذي يرتبط عموما مع الهيئات النسائية في الطبقة العاملة.
الموجة النسوية الثانية جادلت حول حقوق الإنجاب والاختيار، صحة المرأة، وحقوق المثلية.

### معيار الجنس المعاصر ونظام الجنسين
مستوى الجنس والنوع نموذج يتكون من عقائد قائمة على نوع الجنس من كل فرد بمثابة «القواعد» على الحياة الاجتماعية. نموذج المطالبات التي جنس الشخص هو الجسم المادي أن الفرد يولد مع، بدقة الموجودة في الذكور/الإناث الانقسام إعطاء أهمية إلى الأعضاء التناسلية والكروموسومات التي تجعل الكائن الحي الذكور أو الإناث. النموذج القياسي يحدد نوع الجنس الاجتماعي التفاهم/الأيديولوجية التي تحدد السلوكيات والإجراءات المظاهر المناسبة للذكور والإناث الذين يعيشون في المجتمع.

### نظرية المعرفة
توليد وإنتاج المعرفة جزءا هاما من نظرية النسوية في المناقشات حول نظرية المعرفة النسوية. هذه المناقشة تقترح أسئلة مثل «هل هناك طرق نسائية للمعرفة؟». يقترب الناشط النسائى من نظرية المعرفة سعيا إلى إنشاء إنتاج معرفى من منظور نسائي. نظريته تفيد بان المعرفة تأتي من التجارب الشخصية والتي تساعد كل فرد في النظر إلى الأمور من وجهة نظر مختلفة.

### التقاطع
التقاطع هو دراسة الطرق المختلفة للناس المظلومين، على أساس علاقة العوامل المهيمنة من عرق، جنس، طبقة، أمة أو توجه جنسي. التقاطع «يصف انظمة طاقة متزامنة، متعددة، متداخلة ومتناقضة والتي تشكل حياتنا وخياراتنا السياسية». في حين أن هذه النظرية يمكن تطبيقها على جميع الأشخاص ولا سيما جميع النساء. جادلت باتريشيا هيل كولينز حول أن النساء السود على وجه الخصوص، لديهم منظور فريد على ظلم العالم على عكس النساء البيض، فهم يواجهون العنصرية والقمع الجنسي في وقت واحد، مع باقى العوامل الأخرى. هذا النقاش يثير مسألة قمع حياة المرأة التي لا تتشكل من خلال تحديد الجنس وحده ولكن بواسطة عناصر أخرى مثل العنصرية، الطبقية والتمييز على أساس السن.... الخ

### اللغة
في هذه المناقشة، تناولت الكاتبات قضايا الذكورة من خلال الكتابة عن اللغة الذكورية والتي قد لا تخدم إستيعاب فهم حياة المرأة. استخدام هذه اللغة الذكورية على سبيل المثال «الله هو الآب» التي ينظر إليها على أنها طريقة مقدسة فقط للرجال (أو بعبارة أخرى، لغة التوراة تمجد الرجال من خلال كل من الضمائر «هو» و «له» وذكر لفظ الله «هو»). حاول المنظرين النساء إعادة تعريف المرأة من خلال إعادة هيكلة اللغة. على سبيل المثال، المنظرين النساء استخدموا مصطلح "womyn" بدلا من "women". وجد بعض المنظرين النساء العزاء في تغيير العناوين في الوظائف (على سبيل المثال، ضابط شرطة مقابل رجل الشرطة أو ناقل البريد مقابل ساعي البريد). اعاد بعض المنظرين النساء تعريف كلمات مثل "dyke" و "bitch".

### علم النفس
علم النفس النسوى هو شكل من أشكال علم النفس يركز على الهياكل المجتمعية بين الجنسين. علم النفس النسوى هو منحنى القيم والمبادئ النسوية. وهو يتضمن الجنسين وسبل تأثر المرأة بالقضايا الناتجة عن ذلك. اثيل دنش البخاخ هاوز كانت واحدة من أولى النساء لدخول مجال علم النفس. كانت السكرتيرة التنفيذية للجنة الوطنية كلية المساواة في الاقتراع الدوري في عام 1914.

### النظرية الأدبية
النقد الأدبي النسائى هو نقد أدبي تم الإطلاع عليه من النظريات النسوية أو السياسة. قد تنوع تاريخها من الأعمال الكلاسيكية للكاتبات مثل جورج إليوت، فرجينيا وولف، ومارغريت فولر للوصول للنظريات الحالية في الدراسات النسائية بواسطه «الفوج الثالث من» المؤلفين.

### علم الجنس
علم الجنس النسوى هو فرع من الدراسات التقليدية لعلم الجنس، والذي يركز على التقاطع بين الجنس و نوع الجنس فيما يتعلق بالحياة الجنسية للمرأة. ساهم علم الجنس النسوي بنشر العديد من المبادئ مع اتساع مجال انتشارة؛ ولا سيما أنه لا يحاول أن يصف مسار معين أو طبيعة الحياة الجنسية للمرأة، ولكنه فقط يراقب ويضع ملاحظات مختلفة وطرق متنوعة تستخدمها المرأة للتعبير عن حياتها الجنسية. النظر إلى الحياة الجنسية من وجهة نظر نسائية يخلق علاقة بين جوانب مختلفة من حياة المرء الجنسية.

### السياسة
النظرية النسوية السياسية الناشئة مؤخرا في مجال العلوم السياسية مع التركيز على نوع الجنس والمواضيع النسوية داخل الدولة، المؤسسات والسياسات. فهي تسال «النظرية السياسية الحديثه المهيمن عليها بواسطة الأفكار الليبرالية التي تدعوا لعدم الاهتمام لنوع الجنس أو الهويات الأخرى، وبالتالي أخذت وقت لنشر مثل هذه المخاوف».

### الاقتصاد
يشير الاقتصاد النسائى على نطاق واسع إلى تطوير فرع من فروع علم الاقتصاد الذي يطبق الرؤى النسوية والانتقادات على الاقتصاد. يشمل المناقشات حول العلاقة بين الحركة النسوية والاقتصاد على العديد من المستويات: تطبيق تعميم الأساليب الاقتصادية المناطق، التشكيك في كيفية أن الاقتصاد السائد سيرفع من قيمة القطاع الإنجابي.

### النظرية القانونية
تعتمد النظرية النسوية القانونية على أساس وجهة نظر النساء لمعاملة القانون لهم بالنسبة لعلاقتهم بالرجال الغير عادلة. أهداف النظرية النسوية القانونية، على النحو المحدد لها من قبل كلير دالتون، هي أنها تتكون من فهم واستكشاف التجارب النسائية، معرفة ما إذا كان القانون والمؤسسات معارضين للإناث ومعرفة ما هي التغييرات التي يمكن أن تتخذ. هذا هو ما ينبغي إنجازه من خلال دراسة العلاقة بين القانون ونوع الجنس.
منظمو الاتصالات النسوية مهتمون بمحاولة توضيح الأساليب المستخدمة من قبل اصحاب السلطة لمنع النساء مثل ماريا ستيوارت دبليو، سارة مور جريمكى وأنجلينا جريمكى، ومؤخرا إيلا بيكر وأنيتا هيل، من التصويت في الخطاب السياسي وبالتالي طردهم من المجال العام. المنظرين في هذا السياق هم أيضا مهتمين في تقنيات الاتصال الفريدة من نوعها والهامة المستخدمة من قبل هؤلاء النساء وغيرهم، للتغلب على بعض القمع الذي تعرضوا له.

### التصميم
توصل الكتاب التقنيون إلى أن اللغة البصرية يمكن أن تنقل الحقائق والأفكار أكثر وضوحا من أي وسيلة اتصال أخرى.
سيقوم الرجال والنساء ببناء أنواع مختلفة من الهياكل، وبالتالي، فإن عمليات التفكير ستختلف في الشكل والمضمون. وهذا التقسيم يعتمد على مفهوم الذات الذي يعتبر "منظم هام للأفكار والمشاعر والأفعال" والذي سيتحكم في تصور المرء للواقع".

### علم الجريمة النسوى الأسود
علم الجريمة النسوى الأسود هو مفهوم تم إنشاؤه من قبل هيلاري بوتر في 1990s وهو الجسر الذي يدمج النظرية النسوية مع الإجرام. فهو يقوم على التكامل بين النظرية النسوية والنظرية الحرجة للعرق.

## النقد
قيل أن علم الجريمة النسوي الأسود لا يزال في مرحلة النشء، لذلك هناك العديد من النقاشات أو الدراسات التي تدحض فعاليته تجاه مناصرة المرأة. كما أنه لم يتعرض لدور الجانب الدينى والروحاني لتجارب الاعتداء على السيدات ذي البشرة السمراء .

## علوم التقنية النسوية
علوم التقنية النسوية هو مجال بحثى له خصائص متعددة لكيفية تداخل الجنس والهوية مع العلوم التكنولوجيا والثقافة وتتداخل طرق المساواة بين الجنسين والهوية الأخرى مع التكنولوجيا والعلوم والثقافة. نشأت هذه الممارسات من النقد النسوي للرمز الذكورى حول استخدام التكنولوجيا في مختلف المجالات الطبية والطبيعية والعلوم التقنية بل وتداخل الجنس والهوية. تناولت علوم التقنية النسوية عدة نظريات توضح  أهمية الصلة الوطيدة بين العلوم والتكنولوجيا ومدى تأثيرها في التطور الثقافى والاجتماعى.
بعض القضايا الرئيسية التي تتناولها دراسات التقنية النسوية:
1- استخدام التحليل النسوي في تحليل الأفكار والممارسات العلمية
2- أوجه الصلة بين العرق والطبقات والجنس والعلوم والتكنولوجيا
3- الآثار المترتبة على المعرفة
4- سياسات متعلقة بالجنسين حول كيفية فهم الوسيلة والجسد والعقلانية والحدود بين الطبيعة والثقافة 